# Digitale economie
Een digitale economie is een economisch systeem dat gebaseerd is op digitale computertechniek, maar in de praktijk wordt gebruikt als term voor zakendoen via online markten via het wereldwijde web. Het is nauw verwant met de term nieuwe economie.
De digitale economie wordt ook wel interneteconomie genoemd en raakt steeds meer verweven met de traditionele economie, waardoor grenzen vervagen. Dit type economie is sterk gebaseerd op online verbondenheid van mensen en organisaties door middel van machines en technologie.
De term werd voor het eerst genoemd door een Japanse hoogleraar, tijdens de Japanse recessie in de jaren 90 van de twintigste eeuw. Ook werd de term korte tijd later genoemd en beschreven in Don Tapscotts boek The Digital Economy: Promise and Peril in the Age of Networked Intelligence. Het boek was een van de eerste die liet zien hoe het internet de manier waarop zaken worden gedaan kan veranderen.
De digitale economie wordt ondersteund door informatietechnologie (ICT) om de productiviteit te verhogen. De digitale transformatie van de economie ondermijnt conventionele opvattingen over hoe bedrijven zijn gestructureerd, hoe consumenten diensten, informatie en goederen verkrijgen en hoe landen zich moeten aanpassen aan nieuwe wet- en regelgeving.

## Thema's
De Canadese zakenman Don Tapscott legde in zijn boek twaalf thema's van de digitale economie vast. Dit zijn kennis, digitale informatie, virtualisatie, veranderingen in bedrijfsorganisatie, netwerken, laagdrempeligheid, convergentie, innovatie, prosumer, directheid, mondialisering en digitale kloof.

## Impact
Het wordt algemeen aanvaard dat de groei van de digitale economie een wijdverbreide impact heeft op de hele economie. Er zijn verschillende pogingen gedaan om de omvang van de impact op traditionele sectoren te meten.
De voordelen van de digitale economie:
- economische groei en werkgelegenheid
- sociale impact, in onderwijs en gezondheidsdiensten
- toegang tot informatie
- efficiëntie in productieprocessen en verlagen van kosten
- overheden kunnen meer transparante diensten aanbieden aan burgers
- meer keuze voor consumenten

De risico's van de digitale economie:
- grote groepen van de wereldbevolking nemen nog niet deel aan de digitale economie
- kloof tussen digivaardig en digibeet
- concentratie van enkele grote dominante digitale platforms
- ongelijkheid binnen economieën die hogere kwalificaties en vaardigheden vereisen
- controlemaatschappij door middel van ICT-systemen
- overheidsdiensten en het gebrek aan verantwoording aan burgers

Men denkt dat toevoegingen nodig zijn om deze risico's tegen te gaan. Dat wil zeggen, solide instellingen om burgers mondiger te maken, een dynamisch ondernemingsklimaat te creëren en werknemers meer vaardigheden te bieden. Ook de staat speelt hierbinnen een fundamentele rol, wiens verantwoordelijkheid moet zorgen voor verbeteringen in de ICT-infrastructuur, regelgevende en institutionele omgeving, onderwijs en opleiding om het menselijk kapitaal van mannen en vrouwen te verbeteren; evenals een systeem van wetenschappelijke en technologische innovatie.